# Comtat de Wexford
El comtat de Wexford (gaèlic irlandès Loch Garman) és un comtat de la província de Leinster (República d'Irlanda). El comtat porta el nom de la seva capital, Wexford, fundada pels vikings amb el nom de Vestfjord (Fiord Occidental). Limita al nord amb el comtat de Wicklow i a l'oest amb el comtat de Kilkenny i amb el comtat de Carlow.

## Ciutats i viles
- Adamstown
- Arthurstown
- Ballycanew
- Ballycullane
- Ballyedmond
- Ballyfad
- Ballygarrett
- Ballyhack
- Ballymitty
- Ballywilliam
- Bannow
- Blackwater
- Bree
- Bridgetown
- Broadway
- Bunclody
- Camolin
- Campile
- Castlebridge
- Castletown
- Cleariestown
- Clohamon
- Clonroche
- Coolgreany
- Courtown
- Craanford
- Crossabeg
- Cullenstown
- Curracloe
- Duncannon
- Duncormick
- Enniscorthy
- Ferns
- Fethard-on-Sea
- Foulkesmill
- Gorey
- Hollyfort
- Inch
- Killinierin
- Kilmore
- Kilmore Quay
- Kilmuckridge
- Kiltealy
- Monamolin
- Monaseed
- Murrintown
- Monageer
- Monbeg
- Newbawn
- New Ross
- Oulart
- Oylegate
- Poulpeasty
- Rathangan
- Rosslare
- Rosslare Harbour
- Raheen
- Rathnure
- Saltmills
- Taghmon
- Watch House Village
- Wellingtonbridge
- Wexford

## Personatges il·lustres
- Colm Tóibín, escriptor
- De Dunganstown eren els avantpassats de la família del president John Fitzgerald Kennedy.